# José Raimundo Carrillo
José Raimundo Carrillo (Loreto, 1749 – San Diego, 10 novembre 1809) è stato un militare statunitense.
Fu uno dei primi colonizzatori spagnoli della città di San Diego e fondatore della famiglia Carrillo nella California spagnola.

## Biografia
Il capitano José Raimundo Carrillo nacque nel 1749 a Loreto (Baja California) nel Vicereame della Nuova Spagna. Arrivò nella alta California spagnola come soldato durante la prima spedizione di Gaspar de Portolá nel 1769 salendo al rango di capitano.
Il 23 aprile del 1791 sposò Tomasa Ignacia Lugo, figlia del soldato Francisco Lugo. 
La cerimonia fu tenuta dal frate francescano Junípero Serra a San Carlos.
Servì al Presidio di Santa Barbara, nel Presidio di Monterey e nel 1806 nel Presidio di San Diego dove divenne comandante dal 1807 al 1809.
Morì il 10 novembre 1809 e fu seppellito nella cappella del presidio.

## Discendenza
Carrillo e sua moglie Tomasa Ignacia Lugo ebbero 6 figli.
- Carlos Antonio Carrillo (1783 - 1852) che fu governatore della Alta California dal 1837 al 1838.
- Maria Antonia Carrillo (1786 - 1843) che sposò José de la Guerra y Noriega,
- Anastasio José Carrillo (1788 - 1850) che sposò Concepción Garcia
- Domingo Antonio Ignacio Carrillo (1791 - 1837) che sposò Concepción Pico
- Maria Ignacia Josefa Carrillo (1794 - 1802)
- José Antonio Carrillo (1796 - 1862) che sposò Estefanía Pico e fu sindaco di Los Angeles.

Suo nipote Juan José Carrillo (1842-1916) fu sindaco di Santa Monica ed un suo pro-pronipote Leo Carrillo (1881-1961) fu un attore di Hollywood.